# Bank Nucingena

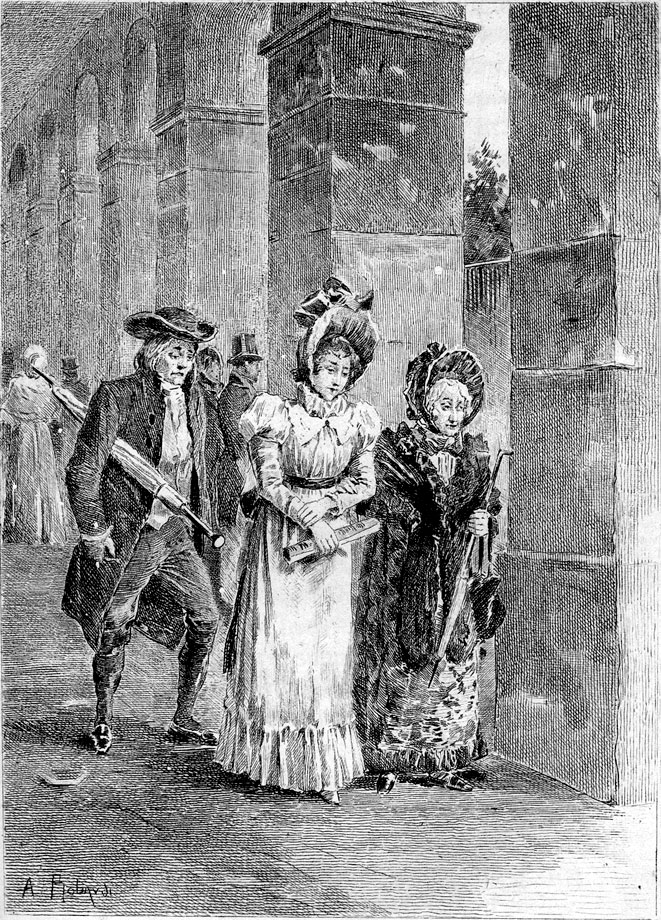

Bank Nucingena (oryg. fr. La Maison Nucingen) – powieść Honoriusza Balzaka z cyklu Komedia ludzka, stanowiąca część Scen z życia paryskiego. Została po raz pierwszy opublikowana w 1837.

## Treść
W 1833 czwórka znanych dziennikarzy paryskich: Finot, Blondet, Couture i Bixiou dyskutują w jednej z modnych kawiarni o szybkiej karierze Eugeniusza de Rastignaka, który jeszcze kilka lat wcześniej zamieszkiwał w nędznym pensjonacie w Dzielnicy Łacińskiej i nie liczył się w życiu wyższych sfer. Okazuje się, że kluczem do sukcesu tego prowincjusza z Angoulême był romans z Delfiną de Nucingen, żoną jednego z najbogatszych i najbardziej wpływowych finansistów Francji. Chociaż po 14 latach związek ten rozpadł się, Rastignac w dalszym ciągu prowadził półlegalne interesy z jej mężem, wzbogacając się na tyle, że uzyskał tytuł para Francji. Wspólnie z Nucingenem wywoływali sztuczne ruchy na giełdzie, skupując akcje, doprowadzając do podwyżki ich cen, a następnie sprzedawali je i ponownie obniżali cenę po zdobyciu oczekiwanego zysku. Nawet trzykrotne bankructwo, skutek nieprzewidzianych komplikacji, było tak umiejętnie rozgrywane przez Nucingena, że za każdym razem udawało mu się wracać do grona najbogatszych francuskich bankierów. Razem z nim bogacił się Rastignac. Operacje obydwu prowadzone były wprawdzie na krawędzi prawa, lecz wobec pozycji społecznej, jaką zajmowali, pociągnięcie ich do odpowiedzialności było faktycznie niemożliwe.

## Cechy utworu
Bank Nucingena jest jedną z kilku powieści Komedii ludzkiej, których motywem przewodnim są mechanizmy spekulacji finansowej. Tytułowy bohater utworu należy do postaci powracających w różnych częściach cyklu jako archetypiczny bankier i dorobkiewicz czasów monarchii lipcowej, zbijający fortunę na ryzykownych, niekiedy półlegalnych operacjach i zarazem człowiek o wątpliwej moralności, pozwalający na romans swojej żony Delfiny (córki tytułowego bohatera Ojca Goriota) z Eugeniuszem de Rastignakiem, podczas gdy sam próbuje nawiązywać inne związki (choćby z Esterą Van Gobseck, bohaterką Blasków i nędz życia kurtyzany). Na przykładzie Nucingena Balzak w szczegółach i z użyciem fachowego słownictwa (do tego stopnia, że tekst pozostaje trudny, jeśli w ogóle niezrozumiały dla czytelnika nieznającego terminologii ekonomicznej) opisał mechanizmy giełdy, kredytów, spekulacji i zbijania wielkich fortun w czasie industrializacji kraju. Warto podkreślić, że pierwszy planowany tytuł dzieła, La Haute Banque (autentyczne określenie grupy najbardziej wpływowych finansistów lat 30. XIX we Francji) jeszcze wyraźniej zaznaczał, że celem napisania powieści nie jest stworzenie fikcyjnego bohatera i opis jego losów, ale realistyczny opis wydarzeń i procesów społecznych współczesnych autorowi, ukazanie, na czym w praktyce polegało słynne wezwanie "Bogaćcie się", jedno z haseł monarchii lipcowej. Częściową inspiracją dla Balzaka były postacie dwójki autentycznych bankierów, Jacques'a Laffitte'a oraz Leona Foulda. Równocześnie pisząc Bank Nucingena Balzak wyraźnie kontrastował postać tytułowego bohatera z tytułową postacią Historii wielkości i upadku Cezara Birotteau, zestawiając uczciwe, bogacące się mozolną pracą, konserwatywne drobnomieszczaństwo z agresywną i zdeterminowaną w bogaceniu się wielką burżuazją.